# Hilmer Motorsport
Hilmer Motorsport is een Duits autosportteam dat opgericht werd in 2013 door Franz Hilmer. In 2013 gaat het team deelnemen aan de GP2 als vervanger van het met geldproblemen kampende Ocean Racing Technology.
In het begin van het seizoen waren de rijders Conor Daly en Pål Varhaug. Bij de tweede race ging Robin Frijns rijden in plaats van Daly. Conor Daly ging terug naar GP3 Series bij ART Grand Prix. Bij derde race ging Jon Lancaster rijden in plaats van Varhaug. In de hoofdrace in Barcelona wint Robin Frijns de race, Lancaster werd 3de. Op Silverstone en de Nürburgring behaalde Lancaster twee overwinningen. Na dit laatste weekend moest Frijns echter vertrekken bij het team omdat zij een betalende coureur nodig hadden, deze plek ging naar de van MP Motorsport overgekomen Adrian Quaife-Hobbs, die op Monza een overwinning behaalde. Frijns mocht op Spa-Francorchamps nog eenmalig Lancaster vervangen.
In 2014 maakt Hilmer ook haar debuut in de GP3 nadat Russian Time uitstapte na het overlijden van teambaas Igor Mazepa.